# Hội nghị thượng đỉnh Bucharest 2008
Hội nghị thượng đỉnh NATO 2008 (tiếng Anh: 2008 Bucharest Summit) là cuộc gặp lần thứ 20 giữa các nguyên thủ các quốc gia thuộc Tổ chức Hiệp ước Bắc Đại Tây Dương (NATO) diễn ra từ ngày 2 đến 4 tháng 4 năm 2008 tại Bucharest, România. Tại Hội nghị này, 3 quốc gia gồm Croatia, Albania, và Cộng hòa Macedonia dự kiến chính thức gia nhập liên minh. Ngoài ra, 2 quốc gia khác là Gruzia và Ukraina có thể được mời tham gia Kế hoạch hành động tư cách thành viên NATO (NATO Membership Action Plan).

## Các sự kiện và chủ đề trong Hội nghị
Theo dự kiến, Hội nghị thượng đỉnh NATO 2008 sẽ có các sự kiện cũng như sẽ thảo luận các vấn đề sau .
- Khả năng và quyền hạn của NATO.
- Quan hệ căng thẳng giữa Nga và NATO. (3 và 4 tháng 4)
- An ninh mạng.
- Hợp tác giữa EU và NATO.
- An ninh năng lượng.
- Sự ổn định tại Tây Balkan.
- Sứ mệnh tại Afghanistan. (2 và 3 tháng 4)
- Kết nạp thành viên mới (Albania, Croatia, Macedonia).
- Đưa các quốc gia vào danh sách chờ làm thành viên (Gruzia và Ukraina). (4 tháng 4)

## Mở rộng NATO
Mặc dù Hoa Kỳ ủng hộ Gruzia và Ukraina gia nhập NATO nhưng nhiều quốc gia khác như Đức và Pháp đã phản đối. Một quốc gia khác chuẩn bị chính thức gia nhập là Macedonia bị Hy Lạp phủ quyết do tranh cãi về cái tên Macedonia.

## NATO-Nga
NATO mời Tổng thống Nga Vladimir Putin đến Hội nghị thượng đỉnh tại Bucharest từ ngày 3 tháng 4 (ngày thứ hai của Hội nghị) để tham gia cuộc thảo luận song phương giữa NATO và Nga. Hai vấn đề sẽ được thảo luận tại đây là kế hoạch đặt tên lửa đánh chặn của Hoa Kỳ tại Ba Lan và Cộng hòa Séc và đưa Gruzia và Ukraina vào danh sách chuẩn bị kết nạp làm thành viên NATO.. Nga phản đối rất quyết liệt và cứng rắn trong cả hai vấn đề này.